# 比克瑟罗勒
比克瑟罗勒（法語：Buxerolles，發音：[byksəʁɔl]）是法国新阿基坦大区维埃纳省的一个市镇，位于该省中部，省会普瓦捷北侧，属于普瓦捷区和大普瓦捷城市公共社区。该市镇的总面积为9.1平方公里，海拔在65至124米之间，2022年1月1日人口10,253。
比克瑟罗勒是普瓦捷的重要近郊居民区之一，多条市区公交线路经过境内。

## 地理
比克瑟罗勒（46°35'51"N, 0°20'57"E）面积9.1 平方千米，位于法国新阿基坦大区维埃纳省，该省份为法国中西部省份，北起曼恩-卢瓦尔省和安德尔-卢瓦尔省，西接德塞夫勒省，南至夏朗德省，东南接上维埃纳省，东临安德尔省。
与比克瑟罗勒接壤的市镇（或旧市镇、城区）包括：普瓦图地区沙斯讷伊、米涅-欧桑斯、蒙塔米塞、普瓦捷。
比克瑟罗勒的时区为UTC+01:00、UTC+02:00（夏令时）。

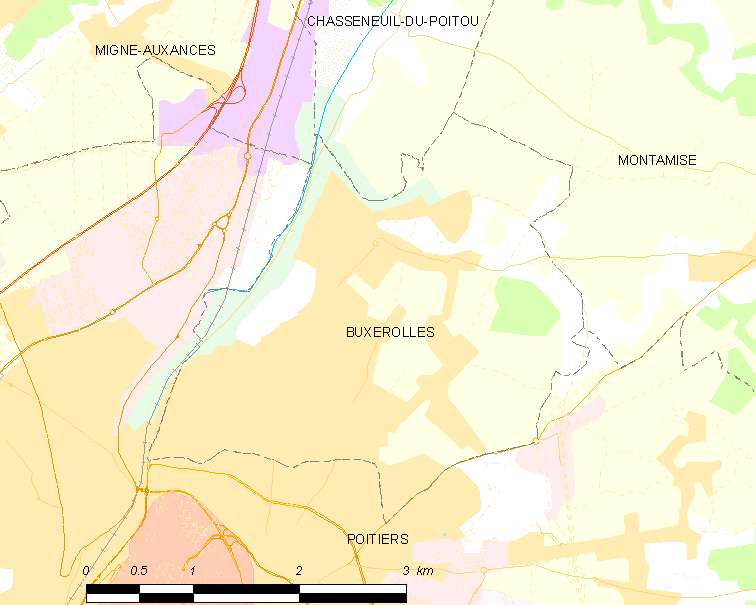
比克瑟罗勒的OSM定位图

## 行政
比克瑟罗勒的邮政编码为86180，INSEE市镇编码为86041。

## 政治
比克瑟罗勒所属的省级选区为普瓦捷第二县。

## 人口

1962-2008年间比克瑟罗勒人口变化图示

比克瑟罗勒于2022年1月1日时的人口数量为10253人。